# USS Springfield (CL-66)
USS Springfield (CL-66/CLG-7/CG-7) là một tàu tuần dương hạng nhẹ thuộc lớp Cleveland của Hải quân Hoa Kỳ được hoàn tất vào giai đoạn cuối Chiến tranh Thế giới thứ hai. Nó là chiếc tàu chiến thứ ba của Hải quân Mỹ được đặt cái tên này, theo tên thành phố Springfield thuộc tiểu bang Illinois. Nó đã tham gia đoàn tàu hộ tống cho Tổng thống Franklin D. Roosevelt đi dự Hội nghị Yalta trước khi chuyển sang phục vụ tại Mặt trận Thái Bình Dương cho đến khi chiến tranh kết thúc và được tặng thưởng hai Ngôi sao Chiến trận. Giống hầu hết các tàu chị em cùng lớp, nó xuất biên chế không lâu sau đó được đưa về lực lượng dự bị.
Sau gần mười năm bị bỏ không, Springfield là một trong số ba chiếc lớp Cleveland được cải biến thành tàu tuần dương tên lửa điều khiển thuộc lớp Providence, đồng thời cũng cải biến để phục vụ như soái hạm, nên đã mở rộng cấu trúc thượng tầng phía trước và tháo dỡ hầu hết vũ khí phía mũi. Được tái hoạt động trở lại với ký hiệu lườn mới CLG-7 (sau là CG-7), nó hoạt động thuần túy tại khu vực Đại Tây Dương và Địa Trung Hải. Springfield được cho xuất biên chế lần cuối cùng vào năm 1974 và bị tháo dỡ không lâu sau đó.

## Thiết kế và chế tạo

### Thiết kế
Lớp Cleveland được thiết kế nhằm mục đích gia tăng tầm xa hoạt động, tăng cường hỏa lực phòng không và sự bảo vệ chống ngư lôi so với các tàu tuần dương Hoa Kỳ trước đây. Cho dù kém hơn ba nòng pháo 6-inch so với những chiếc lớp Brooklyn dẫn trước, hệ thống kiểm soát hỏa lực mới và tiên tiến hơn giúp cho lớp Cleveland có được ưu thế về hỏa lực trong chiến đấu thực tế. Tuy nhiên việc tăng cường thêm dàn hỏa lực phòng không hạng nhẹ cho đến cuối Thế Chiến II khiến các con tàu bị nặng đầu đáng kể.

### Chế tạo
Springfield được đặt lườn vào ngày 13 tháng 2 năm 1943 tại Xưởng tàu Fore River của hãng Bethlehem Steel ở Quincy, Massachusetts. Nó được hạ thủy vào ngày 9 tháng 3 năm 1944, được đồng đỡ đầu bởi Bà Angelina Bertera và Cô Norma McCurley, và được đưa ra hoạt động vào ngày 9 tháng 9 năm 1944 dưới quyền chỉ huy của hạm trưởng, Đại tá Hải quân Felix L. Johnson.

## Lịch sử hoạt động

### Thập niên 1940
Vào ngày 7 tháng 11 năm 1944, Springfield tiến ra khỏi cảng Boston cho chuyến hải hành đầu tiên. Hai ngày sau, nó tiến vào Norfolk, Virginia và sau nhiều ngày thực hành tác xạ tại vịnh Chesapeake, chiếc tàu tuần dương hạng nhẹ đi về phía Nam hướng đến quần đảo Tây Ấn. Nó đi đến vịnh Paria thuộc Trinidad vào ngày 21 tháng 11, tiến hành huấn luyện thử máy tại khu vực này trong tháng tiếp theo. Springfield hoàn tất việc huấn luyện thử máy vào ngày 21 tháng 12 và lên đường quay trở lại Boston.
Springfield lại khởi hành từ cảng Boston vào ngày 10 tháng 1 năm 1945, tiến hành thêm các cuộc thực tập huấn luyện tại khu vực phụ cận Bermuda. Sau khi hoàn tất, nó rời khu vực vào ngày 13 tháng 1 để đi Norfolk, ở lại đây tiến hành việc bảo trì và huấn luyện tác xạ trong vịnh Chesapeake cho đến ngày 23 tháng 1. Sáng hôm đó, nó nhổ neo để gia nhập Đội đặc nhiệm 21.5 bên ngoài lối ra vào eo biển nông Thimble để hộ tống tàu tuần dương hạng nặng Quincy trong chặng đầu tiên của hành trình đưa Tổng thống Franklin D. Roosevelt đến Malta trong Địa Trung Hải. Tại đây Tổng thống sẽ đáp máy bay đến Krym dự Hội nghị Yalta giữa "ba Ông Lớn" của Khối Đồng Minh. Vào ngày 28 tháng 1, tại một điểm ở khoảng 300 dặm (480 km) về phía Nam quần đảo Azore, các con tàu của Đội đặc nhiệm 21.5 được thay phiên bởi một nhóm tàu chiến Hoa Kỳ khác, và Springfield hướng đến kênh đào Panama. Nó băng qua kênh đào vào ngày 5 tháng 2 và đi đến Trân Châu Cảng vào ngày 16 tháng 2.
Chiếc tàu tuần dương hạng nhẹ trải qua năm ngày tiếp theo tích trữ nước, nhiên liệu, tiếp liệu và đạn dược đồng thời thực hành tác xạ phòng không trước khi lên đường hướng sang khu vực Tây Thái Bình Dương. Springfield ghé qua đảo san hô Eniwetok vào ngày 2 tháng 3 và đi đến đảo san hô Ulithi vào ngày 6 tháng 3. Nó khởi hành từ Ulithi vào ngày 14 tháng 3 và gia nhập Lực lượng Đặc nhiệm 58 vào ngày hôm sau. Trong hai tháng rưỡi tiếp theo sau, nó hoạt động cùng với đơn vị đặc nhiệm tàu sân bay nhanh này. Sau một đợt không kích xuống Kyūshū và Honshū vào các ngày 18 và 19 tháng 3, lực lượng tập trung mọi nỗ lực nhắm vào Okinawa. Từ ngày 23 tháng 3 đến ngày 1 tháng 4, chiếc tàu tuần dương giúp đẩy lùi các đợt không kích ác liệt của đối phương trong khi các tàu sân bay tung máy bay của chúng ra vô hiệu hóa hệ thống phòng ngự của hòn đảo. Riêng trong các ngày 27 và 28 tháng 3, nó trực tiếp tham gia khi sử dụng các khẩu pháo chính bắn phá các mục tiêu tại Minami Daito.
Sau cuộc đổ bộ diễn ra vào ngày 1 tháng 4 năm 1945, vai trò của các tàu sân bay thay đổi từ việc chuẩn bị sang trực tiếp hỗ trợ lực lượng đổ bộ tại Okinawa. Tuy nhiên, nhiệm vụ của Springfield vẫn là tiếp tục bảo vệ các tàu sân bay. Trong gần hai tháng tiếp theo, nó hoạt động trong thành phần hộ tống hùng hậu của Lực lượng Đặc nhiệm 58 về phía Đông và Đông Nam Okinawa; thủy thủ đoàn thường xuyên được đặt trong tình trạng trực chiến khi phía Nhật Bản tung ra liên tiếp các đợt tấn công cảm tử kamikaze, cố gắng vượt qua sự phòng thủ kết hợp giữa máy bay tiêm kích tuần tra chiến đấu trên không và hỏa lực phòng không trên mặt biển. Các khẩu phòng không của nó đã bắn rơi ít nhất ba máy bay tấn công tự sát. Ngày 17 tháng 4, ngay vừa sau khi bắn rơi một máy bay đối phương, Springfield suýt nữa mắc phải số phận của nhiều tàu chị em khác khi một máy bay kamikaze tìm cách đâm vào nó; phản ứng thuần thục và kịp thời giúp nó né tránh được đối phương đã đâm xuống biển chỉ cách con tàu 50 thước Anh (46 m).
Vào các ngày 10 và 11 tháng 5, Springfield tách ra khỏi thành phần hộ tống các tàu sân bay để một lần nữa bắn phá Minami Daito Shima. Trong giai đoạn từ ngày 23 tháng 3 đến ngày 28 tháng 5, nó chỉ một lần rời khỏi khu vực Okinawa trong các ngày 13-14 tháng 5, khi nó cùng Lực lượng Đặc nhiệm 58 tấn công các sân bay trên đảo Kyūshū.
Ngày 27 tháng 5 năm 1945, Đệ Ngũ hạm đội được chuyển thành Đệ Tam hạm đội khi Đô đốc William Halsey, Jr. thay phiên cho Đô đốc Raymond A. Spruance trong vai trò Tư lệnh. Ba ngày sau, Springfield thả neo tại vịnh San Pedro ở đảo Leyte thuộc Philippines để bảo trì và sửa chữa. Nó khởi hành từ Leyte một tháng sau đó, gia nhập Lực lượng Đặc nhiệm 38 cho các cuộc không kích xuống các đảo chính quốc Nhật Bản. Vào ngày 10-11 tháng 7, các tàu sân bay tiến hành không kích xuống khu vực Tokyo; rồi trong các ngày 13-14 tháng 7 chuyển mục tiêu sang phần phía Bắc đảo Honshū và Hokkaidō. Lực lượng đặc nhiệm tiến hành một cuộc càn quét chống tàu bè dọc theo bờ biển Honshū trong đêm 14/15 tháng 7, rồi hai ngày sau đó quay trở lại tấn công khu vực Tokyo và Yokohama. Máy bay của lực lượng đã ném bom các thiết giáp hạm Nagato và Haruna vào ngày 18 tháng 7, rồi tấn công Kobe và Kure trong các ngày 24, 25 và 28 tháng 7.
Springfield tham gia một cuộc bắn phá khác trong đêm 24/25 tháng 7; mục tiêu lần này là các cơ sở trên bờ ở phía Nam Honshū. Ngày 30 tháng 7, Tokyo một lần nữa chịu đựng sức mạnh đoàn tấn công của các tàu sân bay. Càn quét tàu bè đối phương dọc theo bờ biển Honshū trong khi di chuyển, Lực lượng Đặc nhiệm 38 quay trở lại để ném bom phía Bắc Honshū và Hokkaido vào ngày 9 và 10 tháng 8. Ba ngày sau, các tàu sân bay tung máy bay của chúng ra cho đợt không kích xuống Tokyo, cuối cùng trong chiến tranh. Ngày 15 tháng 8, cuộc xung đột tại Thái Bình Dương kết thúc.
Springfield tiến vào Sagami Wan cùng với Lực lượng Đặc nhiệm 35 và thả neo tại đây vào ngày 27 tháng 8. Ba ngày sau, nó hỗ trợ cho cả việc đổ bộ Lực lượng Đặc nhiệm 31 vào vịnh Tokyo lẫn việc chiếm đóng Căn cứ hải quân Yokosuka, rồi quay trở về nơi neo đậu. Đến ngày 3 tháng 9, bản thân chiếc tàu tuần dương hạng nhẹ tiến vào vịnh Tokyo. Ngày 20 tháng 9, đang khi vẫn còn trong vịnh Tokyo, Đệ Tam hạm đội chuyển thành Đệ Ngũ hạm đội với việc quay trở lại chỉ huy của Đô đốc Spruance. Springfield tiếp tục ở lại khu vực Viễn Đông cho đến đầu tháng 1 năm 1946; trong giai đoạn này nó đã viếng thăm Sasebo và Yokosuka tại Nhật Bản; Thượng Hải, Taku, Thanh Đảo và Tần Hoàng Đảo thuộc Trung Quốc cùng Jinsen ở Triều Tiên. Ngày 9 tháng 1 năm 1946, nó rời Thanh Đảo hướng sang phía Đông, về đến San Pedro, California vào ngày 25 tháng 1 rồi đi đến Xưởng hải quân Mare Island để bảo trì.
Chiếc tàu tuần dương hạng nhẹ quay trở lại San Pedro vào ngày 15 tháng 2. Nó hoạt động dọc theo vùng bờ Tây cho đến ngày 1 tháng 11, khi nó lên đường quay trở lại khu vực Tây Thái Bình Dương. Springfield đi đến Guam vào ngày 15 tháng 11 và hoạt động tại khu vực quần đảo Mariana, chủ yếu giữa Guam và Saipan, cho đến ngày 19 tháng 2 năm 1947. Nó ghé qua đảo san hô Kwajalein từ ngày 25 đến ngày 27 tháng 2 trước khi tiếp tục đi về hướng Đông; và sau một tuần dừng chân tại Trân Châu Cảng từ ngày 11 đến ngày 18 tháng 3, nó lên đường quay về San Pedro, đến nơi vào ngày 24 tháng 3 năm 1947. Springfield hoạt động dọc theo bờ Tây trong 18 tháng tiếp theo trước khi lại lên đường hướng sang Viễn Đông. Nó đi đến Yokosuka vào ngày 3 tháng 11 năm 1948, hoạt động cùng với Đệ Thất hạm đội cho đến giữa tháng 5. Trong đợt bố trí này, nó viếng thăm những địa điểm quen thuộc như Sasebo, Yokosuka, Kure, Thanh Đảo, Thượng Hải và Okinawa cũng như ghé qua Hakodate và Otaru thuộc Nhật Bản và Hong Kong, cả ba đều là những cảng mà con tàu ghé thăm lần đầu tiên.
Nó quay trở lại vùng bờ Tây vào ngày 1 tháng 6 năm 1949 và được cho chuẩn bị ngưng hoạt động ba tháng rưỡi sau đó. Vào tháng 1 năm 1950, Springfield được đưa vào Đội San Francisco thuộc Hạm đội Dự bị Thái Bình Dương, và bị bỏ không tại San Francisco cho đến tháng 3 năm 1959, khi nó được kéo băng qua kênh đào Panama để đi đến Boston, Massachusetts. Nó được đưa vào Xưởng tàu Fore River của hãng Bethlehem Steel Co. ở Quincy, Massachusetts vào ngày 15 tháng 5 để được cải biến thành một tàu tuần dương tên lửa điều khiển thuộc lớp Providence, và được mang ký hiệu lườn mới CLG-7. Công việc cải biến Springfield kéo dài hơn ba năm, trong đó ba tháng cuối cùng của công việc được hoàn tất tại Xưởng hải quân Boston.

### Thập niên 1960
Springfield tái hoạt động vào ngày 2 tháng 7 năm 1960 tại Boston dưới quyền chỉ huy của Đại tá Hải quân Francis D. Boyle. Từ đầu tháng 7 đến tháng 11 năm 1960, nó tiến hành các đợt chạy thử máy nghiệm thu ngoài khơi bờ biển New England và chạy thử huấn luyện ở khu vực lân cận vịnh Guantánamo, Cuba. Ngày 4 tháng 12, chiếc tàu tuần dương rời Boston hướng sang Địa Trung Hải; mười ngày sau, nó đã thay phiên cho chiếc Des Moines trong vai trò soái hạm của Tư lệnh Đệ Lục hạm đội. Ngoại trừ một giai đoạn từ ngày 11 tháng 5 đến ngày 15 tháng 12 năm 1963 lúc được đại tu tại Xưởng hải quân Brooklyn, Springfield đã liên tục hoạt động cùng với Đệ Lục hạm đội cho đến năm 1967.
Trong những năm đó, nó viếng thăm hầu hết các cảng chính tại Địa Trung Hải cùng những địa danh ít được biết đến như Dubrovnik và Split thuộc Nam Tư; Famagusta, Cộng hòa Síp; và Ajaccio trên đảo Corse. Nó cùng các đơn vị khác của hạm đội cũng như của các nước khác tham gia nhiều cuộc tập trận đa quốc gia. Ngoài ra, vai trò như là soái hạm khiến nó được nhiều vị lãnh đạo đến thị sát; trong số các vị khách có vua Konstantinos của Hy Lạp, Công nương Grace của Monaco, nhiều vị đại sứ cùng các vị tướng lĩnh cao cấp. Ngày 20 tháng 1 năm 1967, cảng nhà của Springfield được chuyển từ Villefranche-sur-Mer, Pháp đến Boston. Tám ngày sau, nó bàn giao vai trò soái hạm cho chiếc Little Rock để quay về Hoa Kỳ ngang qua Portsmouth, Anh Quốc.
Chiếc tàu tuần dương tên lửa đi đến Boston vào ngày 16 tháng 2 năm 1967, bắt đầu một đợt đại tu kéo dài sáu tháng. Ngày 1 tháng 8, lúc sắp hoàn tất việc sửa chữa, Springfield lại thay đổi cảng nhà – lần này là đến Norfolk, Virginia. Nó đi đến Yorktown, Virginia vào ngày 6 tháng 8, và đến ngày 1 tháng 9 đã thay phiên cho chiếc Newport News trong vai trò soái hạm của Tư lệnh Đệ Nhị hạm đội. Nó di chuyển về phía Nam vào đầu tháng 9 đến Khu vực thực tập hạm đội Đại Tây Dương, nơi nó bắn thử nhiều quả tên lửa và tiến hành thực tập tác xạ. Sau khi được tiếp nhiên liệu tại Roosevelt Roads, Puerto Rico, chiếc tàu tuần dương tên lửa lên đường đi Portsmouth, Anh Quốc, chặng dừng đầu tiên trong chuyến hành trình vốn còn bao gồm Amsterdam, Hà Lan; Lisbon, Bồ Đào Nha; Barcelona, Tây Ban Nha; và vịnh Pollensa ở Mallorca. Springfield quay trở về Norfolk vào ngày 6 tháng 11.
Trong mười tháng tiếp theo, nó hoạt động ngoài khơi Norfolk, tiến hành các cuộc thực tập cùng một chuyến đi thực tập cho học viên mới. Ngày 12 tháng 9 năm 1968, Springfield lên đường vượt Đại Tây Dương tham gia cuộc tập trận "Silver Tower" của khối NATO tại vùng biển Na Uy phía Bắc Vòng Cực. Nó tách ra khỏi cuộc tập trận vào ngày 27 tháng 9 hướng về phía Nam, ghé thăm Oslo, Na Uy; Le Havre, Pháp; Lisbon, Bồ Đào Nha và Portsmouth, Anh Quốc. Nó dừng tại Rota, Tây Ban Nha vào ngày 23 tháng 10, nơi diễn ra một cuộc hội nghị giữa các tư lệnh Đệ Nhị và Đệ Lục hạm đội. Springfield rời Rota vào ngày 24 tháng 10 quay trở về Norfork, đến nơi vào ngày 1 tháng 11. Nó tiếp tục các hoạt động thường lệ tại Norfork cho đến ngày 8 tháng 7 năm 1969, khi Tư lệnh Đệ Nhị hạm đội chuyển cờ hiệu của ông sang chiếc Newport News để Springfield được bảo trì.

### Thập niên 1970
Ngày 14 tháng 1 năm 1970, Springfield lại thay phiên cho chiếc Newport News trong vai trò soái hạm của Đệ Nhị hạm đội. Tuy nhiên, chỉ bảy tháng sau, cờ hiệu của Tư lệnh lại chuyển trở lại Newport News, và đến ngày 10 tháng 8, Springfield quay trở lại khu vực Địa Trung Hải, để vào ngày 22 tháng 8 thay phiên cho chiếc Little Rock trong vai trò soái hạm của Đệ Lục hạm đội. Chiếc tàu tuần dương tên lửa trải qua gần bốn năm hoạt động cùng hạm đội Hoa Kỳ tại Địa Trung Hải, tiến hành các hoạt động thường lệ cũng như ngoại giao, đón tiếp nhiều nhân vật nổi bật, trong đó có cả Tổng thống Richard Nixon và Bộ trưởng Hải quân. Nó băng qua eo biển Gibralta bốn lần trong những năm đó, viếng thăm Casablanca, Maroc và Lisbon mỗi nơi hai lượt.
Springfield được Little Rock thay phiên vai trò soái hạm vào ngày 1 tháng 9 năm 1973, nó lên đường hướng sang phía Tây, ghé qua Gibraltar và quần đảo Azore trước khi về đến Boston vào ngày 14 tháng 9. Hệ thống tên lửa Terrier của nó đã trở nên lạc hậu vào cuối những năm 1960, nên cần có những đợt tái trang bị tốn kém để nâng cấp radar cùng những thiết bị khác để trang bị hệ thống tên lửa Standard Missile (SM) thế hệ mới. Các bộ trang bị soái hạm sẵn có khiến nó là một ứng viên tiềm năng để được nâng cấp SM, nhưng ngân quỹ Hải quân bị cạn kiệt cho những con tàu cũ giống như Springfield; thay vì vậy nó được cho ngừng hoạt động. Little Rock, và tiếp theo sau là Albany, tiếp quản vai trò soái hạm Đệ Lục hạm đội của nó cho đến năm 1980.

### Ngừng hoạt động
Springfield ở lại Boston cho đến ngày 17 tháng 9 năm 1973, khi nó di chuyển về phía Nam đến Norfolk để chuẩn bị được bất hoạt. Nó được cho ngừng hoạt động vào ngày 15 tháng 5 năm 1974 và neo đậu cùng hạm đội dự bị tại Philadelphia, Pennsylvania.

## Phần thưởng
Springfield được tặng tưởng hai Ngôi sao chiến trận cho thành tích hoạt động trong Thế Chiến II.
|  |  |                           |
|  |  | Bronze star · Bronze star |
|  |  |                           |
|  |  |                           |

| Dãi băng Hoạt động Tác chiến         | Dãi băng Hoạt động Tác chiến             | Đơn vị Tuyên dương Anh dũng Hải quân     | Đơn vị Tuyên dương Anh dũng Hải quân                                    |
| Huân chương Phục vụ Trung Hoa        | Huân chương Chiến dịch Hoa Kỳ            | Huân chương Chiến dịch Hoa Kỳ            | Huân chương Chiến dịch Châu Á-Thái Bình Dương với 2 Ngôi sao Chiến trận |
| Huân chương Chiến thắng Thế Chiến II | Huân chương Phục vụ Chiếm đóng Hải quân  | Huân chương Phục vụ Chiếm đóng Hải quân  | Huân chương Phục vụ Phòng vệ Quốc gia                                   |
| Dãi băng Biệt phái Phục vụ Biển      | Đơn vị Tuyên dương Tổng thống Philippine | Đơn vị Tuyên dương Tổng thống Philippine | Huân chương Giải phóng Philippine (Philippine)                          |